# Фракийский университет (Турция)
Фракийский университет (тур. Trakya Üniversitesi) — государственный университет в турецкой провинции Эдирне. Основан в 1982 году на базе открытого в 1974 году эдирнейского филиала медицинского факультета Стамбульского университета. В 1992 году из состава Фракийского университета выделился Университет Чанаккале им. 18 Марта, а в 2006 году — Текирдагский университет им. Намыка Кемаля и Университет Кыркларели. В состав университета входят 11 факультетов, 4 института, 5 колледжей, консерватория, 9 профессиональных училищ и 2 детских сада. В университете обучается более 40 тысяч студентов, профессорско-преподавательский состав насчитывает почти 1800 сотрудников.

## Учебные подразделения[5]

### Институты
- балканских исследований
- естественных наук
- изучения цыганского языка и культуры
- наук о здоровье
- общественных наук

### Факультеты
- архитектурный
- богословский
- естественных наук
- изящных искусств
- инженерный
- медицинский
- наук о здоровье
- педагогический
- прикладных наук
- стоматологический
- традиционной спортивной борьбы «кыркпынар[англ.]»
- фармацевтический
- филологический
- экономики и управления

### Консерватория
- государственная консерватория

### Колледжи и профессиональные училища
- Колледж здравоохранения
- Колледж изящных искусств им. Хасана Рызы[англ.]
- Колледж иностранных языков
- Колледж общественных наук в Эдирне
- Колледж прикладных наук им. Юсуфа Чапраза в Кешане
- Колледж прикладных наук в Узункёпрю
- Медицинский колледж в Кешане
- ПУ Арда
- ПУ в Ипсале
- ПУ в Кешане
- ПУ в Тундже
- ПУ в Узункёпрю

- ПУ в Хавсе
- Технический колледж в Эдирне